# Töpferwerkstatt Neuenhausen
Die ehemalige Töpferwerkstatt Neuenhausen am östlichen Parzellenrand der Hofanlage Neuenhausener Straße 25, in der niedersächsischen Gemeinde Hagen im Bremischen, Ortsteil Lehnstedt im Landkreis Cuxhaven, stammt vom Ende des 19. Jahrhunderts.
Das Gebäude steht unter Denkmalschutz (siehe auch Liste der Baudenkmale in Hagen im Bremischen).

## Geschichte
Lehnstedt wurde als Hlidenstede erstmals 1105 erwähnt und hat heute über 500 Einwohner. Das viel jüngere Neuenhausen (seit um 1791) war bis 1929 ein eigenständiges kleines Dorf. Das Rittergut Neuenhausen gehörte einer Seitenlinie (ab 1406) der Familie von Wersebe. Im Ort wirkte ein Pöttjer (Töpfer) Ficken, es ist aber unklar ob er auch diese Töpferei betrieb.
Das eingeschossige massive verklinkerte Gebäude mit einem großen reetgedecktem Walmdach wurde im 19. Jahrhundert als Töpferwerkstatt gebaut. Das Haus wird umgeben von einer markanten Findlingsmauer.
Das Landesdenkmalamt befand u. a.: „… wirtschaftsgeschichtliche Bedeutung und in städtebaulicher Hinsicht wegen des orts- und hofbildprägenden Zeugniswerts …“